# Klimov TV2-117
Klimov TV2-117 (původně Isotov TV2-117) je sovětský turbohřídelový motor určený pro použití ve vrtulnících. Navržen na začátku šedesátých let v konstrukční kanceláři Isotov, stal se prvním sovětským turbínovým motorem postaveným za účelem použití v helikoptérách. Předchozí turbínové motory použité na vrtulnících byly aplikovány už na letouny s pevnými nosnými plochami. Později byl vyráběn společností Klimov; jeho výroba skončila v roce 1997.

## Použití
- Antonov An-24 (nerealizováno)
- Mil Mi-8
- Mil Mi-14

## Specifikace (TV2-117A)

### Technické údaje
- Typ: Turbohřídelový motor
- Délka: 2 390 mm
- Průměr: 400 mm
- Hmotnost suchého motoru: 330 kg (bez příslušenství)

### Součásti
- Kompresor: desetistupňový axiální
- Spalovací komora:
- Turbína: dvoustupňová

### Výkony
- Maximální výkon: 1 500 shp (1 100 kW) při 12 000 ot./min (vzletový)
- Celkový poměr stlačení: 6,6:1 při 21 200 ot./min
- Teplota plynů před turbínou: 880 °C
- Průtok/hltnost vzduchu: 8,1 kg/s
- Měrná spotřeba paliva: 0,606 lb/shp/h (0,369 kg/kW/h)
- Poměr výkon/hmotnost: 2,06 shp/lb (3,39 kW/kg)